# Gisbert Näther
Gisbert Näther (* 30. Juli 1948 in Ebersbach/Sa.; † 9. November 2021 in Berlin) war ein deutscher Hornist und  Komponist, der hauptsächlich in Potsdam lebte.

## Leben
Gisbert Näther wurde am 30. Juli 1948 in Ebersbach/Sa. geboren. Die Eltern betrieben im Geburtsort eine Bäckerei. Er begann früh mit dem Klavierspiel und komponierte schon als Schüler ohne Anleitung kleine Stücke, die im Kreis der Familie aufgeführt wurden. Nach dem Abitur belegte er an der Hochschule für Musik Carl Maria von Weber in Dresden die Fächer Horn und Komposition. Nach dem Staatsexamen 1974 in beiden Fächern war er als Hornist in der Jenaer Philharmonie und ab 1977 am Potsdamer Hans-Otto-Theater tätig. In dieser Zeit ruhte seine kompositorische Tätigkeit. Erst mit dem Wechsel zum DEFA-Sinfonieorchester 1981 begann er wieder zu komponieren, zunächst Kammermusik, meistens Auftragswerke, für Kollegen. Nach der Fusion des DEFA-Sinfonieorchesters und des Radio Berlin Tanzorchester zum Deutschen Filmorchester Babelsberg 1993 wurde Gisbert Näther dessen Mitglied. Gisbert Näther starb am 9. November 2021 in Berlin.

## Werk
Gisbert Näther hat für traditionelle Besetzungen komponiert, aber auch für ausgefallene, mitunter exotische und absichtsvoll groteske Besetzungen – neben einem Stück für 12 Fagotte – Rondo fagottissimo  z. B. ein Konzert für drei Fagotte, Kontrafagott und Orchester. Daneben enthält sein kompositorisches Repertoire zahlreiche Stücke für den pädagogischen Gebrauch. Ab 1992 entstanden Werke für großes Orchester – mit und ohne Solisten, uraufgeführt unter anderem vom Orchester der Deutschen Oper Berlin, den Berliner Symphonikern und dem Deutschen Filmorchester Babelsberg. Mehrere Kompositionen für Blasorchester erhielten Auszeichnungen. Deutschlandweit bekannt wurde Gisbert Näther durch seine szenischen und halbszenischen Werke für Kinder und Jugendliche. Sie wurden zum beliebten Bestand zahlreicher Familienkonzerte und Ballettaufführungen. 2011 wurden zwei Opern uraufgeführt.

Näthers Tonsprache folgt, obwohl dem ersten Anschein nach in unterschiedlichsten Strömungen und Epochen zu Hause, die sie geradezu unbeschwert beleiht, freitonalen polystilistischen Prinzipien von hoher Eigenart und Konsequenz. Er grenzt sich von den Vorgaben heutiger Musikideologie bewusst ab und schreibt ähnlich „modern“ oder „unmodern“, wie dies in Frankreich auf ihre Weise Poulenc, Ibert oder Françaix taten – in einer Formulierung von Jean Françaix: Musik, die Freude macht. Dabei lässt sie eine sehr markante Handschrift erkennen – einprägsame Grundmotive, strenge Verarbeitung, Klangmalerein, eine farbige Instrumentierung, Temperament und Knappheit.

## Kompositionen (Auswahl)

### Orchesterwerke
- Auschwitz-Kinderlieder
- Le théme du Roi
- Requiem
- Stabat mater für Großes Orchester Chor und Solisten (Bariton/Sopran)

### Solo-Konzerte
- Concertino für Tuba und Orchester
- Konzert für 3 Fagotte, Kontrafagott und Orchester
- Konzert für Fagott und Orchester
- Konzert für Flöte und Orchester
- Konzert für Trompete und Orchester
- Konzert für Horn und Orchester
- Konzert für Fagott und Orchester
- Konzert für Saxophonquartett und Orchester

### Opern
- SchneeRot
- Der schwarze Schwan und das Mondsichelmädchen
- Konrad oder Das Kind aus der Konservenbüchse

### Ballette
- Es war einmal
- Rotkäppchen
- Der kleine Muck

### Werke für Sprecher und Orchester
- Max und Moritz
- Die Bremer Stadtmusikanten
- Die verhexte Musik

### Auftragskompositionen
- Fürstenwalder Phantasie (anlässlich 60. Jahrestag vom I. Brandenburgisches Garde-Blasmusikkorps Fürstenwalde)

## Auszeichnungen
- 1996 – Wilhelm-Busch-Preis
- 1996 – 2. Preis beim Wettbewerb um den Paul-Woitschach-Preis des Berliner Musikfördervereins für das Konzert für Violine und Orchester, op. 66
- 2005 – Medienpreis Leopold des Verbandes deutscher Musikschulen für die CD „Max und Moritz“ (mit Katja Riemann und dem Deutschen Filmorchester Babelsberg unter Scott Lawton)
- 2009 – Medienpreis Leopold des Verbandes deutscher Musikschulen für die CD "Die verhexte Musik" (mit Götz Schubert und dem Deutschen Filmorchester Babelsberg unter Günter Joseck)
- 2013 – Echo-Klassikpreis für die CD "Uraufnahmen – Originalwerke von Jörg Duda, Gisbert Näther, Kjell Reikjer" (mit Andreas Martin Hofmeir u. a.)